# Tekodontozaur
Tekodontozaur (Thecodontosaurus) – rodzaj dinozaura będącego jednym z najbardziej bazalnych znanych przedstawicieli kladu Sauropodomorpha. Żył w późnym triasie (ok. 218–207 mln lat temu) na terenach Europy. Długość ciała ok. 2 m, masa ok. 40 kg. Jego szczątki znaleziono w Wielkiej Brytanii.